# Nandu szare
Nandu szare (Rhea americana) – gatunek dużego, nielotnego ptaka z rodziny nandu (Rheidae), zamieszkujący Amerykę Południową.

## Systematyka
Takson opisany po raz pierwszy przez Linneusza pod nazwą Struthio americanus na podstawie okazów zebranych w Sergipe i Rio Grande do Norte w Brazylii. Takson blisko spokrewniony z Rhea pennata, w niewoli stwierdzono wypadki krzyżowania się obu gatunków. Wyróżniono pięć podgatunków R. americana.

## Występowanie
Nandu szare zamieszkuje w zależności od podgatunku:
- R. americana americana – północno-wschodnia i wschodnia Brazylia
- R. americana intermedia – południowo-wschodnia Brazylia i Urugwaj
- R. americana nobilis – wschodni Paragwaj
- R. americana araneipes – wschodnia Boliwia, południowa Brazylia, zachodni Paragwaj
- R. americana albescens – północno-wschodnia i wschodnia Argentyna

## Morfologia
Długość ciała 127–140 cm (samica nieco mniejsza), rozpiętość skrzydeł ok. 150 cm, masa ciała ok. 20–25 kg. Upierzenie szarobrunatne, wierzch głowy, kark i grzbiet czarny, brzuch brudnobiały. Samce są nieco większe od samic. Małe skrzydła pomagają mu podczas nagłej zmiany kierunku biegu. 

## Ekologia

### Tryb życia
Zazwyczaj zamieszkują pampę, campos i Cerrado; zwykle na obszarach bogatych w wysoką roślinność, z tendencją do unikania otwartych, trawiastych terenów. Badania na argentyńskiej pampie wykazały unikanie obszarów zmienionych na pola uprawne. W jednym z regionów ptaki zajmowały ponad 50% naturalnych użytków zielonych, ale mniej niż 5% agroekosystemów. Poza sezonem rozrodczym tworzą stada liczące 20–30 osobników (czasami nawet 100). Podczas rozrodu ptaki te są zazwyczaj spotykane w pobliżu mokradeł. Nandu są wszystkożerne. Większą część pożywienia stanowią rośliny włącznie z liśćmi, nasionami, korzeniami i owocami. Pokarm jest uzupełniany owadami (szczególnie prostoskrzydłe), a także jaszczurkami, żabami, małymi ptakami i wężami. W Brazylii zarejestrowano nandu polujące na ryby. Czasami łapie muchy gromadzące się wokół padliny. 

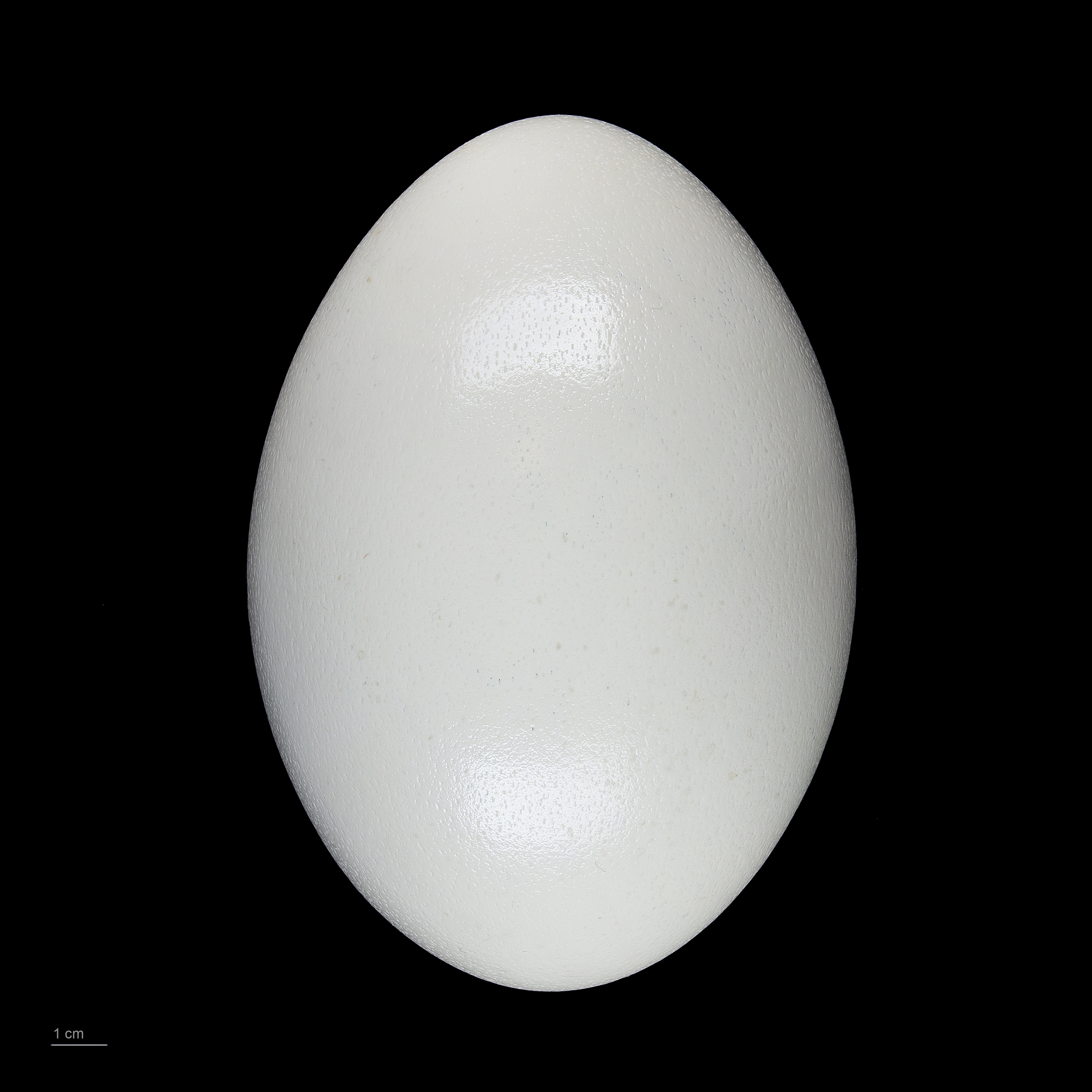
Jajo nandu szarego

### Rozród
Sezon rozrodczy zależnie od regionu trwa od lipca do stycznia. Samce prowadzą walki o terytorium, ryczą używając wola jako rezonatora. Parzy się z 3 do 8 samic, które składają jaja do jednego gniazda budowanego przez samca. Jest to zagłębienie w ziemi wysłane suchą trawą. Samica składa od 13 do 30 jaj (średnia wielkość jaja 132–90 mm, masa 600 g) w gnieździe. Jaja wysiadywane są wyłącznie przez samca. Po okresie inkubacji wynoszącej 35–40 dni wykluwają się młode. Pisklęta są zagniazdownikami, wodzi je samiec. Pełny wzrost osiągają po 6 miesiącach. Dojrzałość płciową uzyskują po 2–3 latach.

## Status i ochrona
W Czerwonej księdze gatunków zagrożonych Międzynarodowej Unii Ochrony Przyrody gatunek ten został zaliczony do kategorii NT (bliski zagrożenia). 